# Jared V. Peck
Jared Valentine Peck (* 21. September 1816 in Port Chester, New York; † 25. Dezember 1891 in Rye, New York) war ein US-amerikanischer Politiker. Zwischen 1853 und 1855 vertrat er den Bundesstaat New York im US-Repräsentantenhaus.

## Werdegang
Jared Valentine Peck wurde ungefähr eineinhalb Jahre nach dem Ende des Britisch-Amerikanischen Krieges in Port Chester geboren und wuchs dort auf. In dieser Zeit besuchte er Gemeinschaftsschulen. Danach ging er Bauholz-, Ziegel-, Eisenwaren- und Baumaterialgeschäften nach. Er war in den Jahren 1844 und 1845 Auditor in der Town von Rye. 1848 saß er in der New York State Assembly. Politisch gehörte er der Demokratischen Partei an.
Bei den Kongresswahlen des Jahres 1852 für den 33. Kongress wurde Peck im neunten Wahlbezirk von New York in das US-Repräsentantenhaus in Washington, D.C. gewählt, wo er am 4. März 1853 die Nachfolge von William Murray antrat. Da er auf eine erneute Kandidatur im Jahr 1854 verzichtete, schied er nach dem 3. März 1855 aus dem Kongress aus.
Nach seiner Kongresszeit nahm er wieder seine früheren Geschäfte auf. Gouverneur Edwin D. Morgan ernannte ihn 1859 zum Aufseher (warden) im New Yorker Hafen – eine Stellung, die er bis 1865 innehatte. Während dieser Zeit lebte er in New York City. Er war einer der Gründer des Union League Club. Peck kehrte nach Westchester County zurück und ließ sich in Rye nieder. In der folgenden Zeit war er dort Mitglied im Board of Auditors. Er verstarb am 25. Dezember 1891 in Rye und wurde dann auf dem Greenwood Union Cemetery beigesetzt.